# Sad Pastorale
Sad Pastorale (슬픈 목가 - Seulpeun mokka) là phim Hàn Quốc năm 1960 đạo diễn bởi Kim Ki-young.

## Tóm tắt
Bộ phim lãng mạn nói về người đàn ông người từ chức quân đội để trở thành nông dân.

## Diễn viên
- Kim Seok-hun... Kang Byeong-cheol[3]
- Kim Ui-hyang... Lee Shin-ok
- Choi Eun-hee... Han Do-suk